# Agèpolis
Agèpolis (en llatí Agepolis, en grec Ἀγέπολις) fou un polític de l'illa de Rodes, que va ser enviat com ambaixador al cònsol romà Quint Marci Filip, el 169 aC durant la guerra contra Perseu i va tenir una entrevista amb ell prop d'Heraclea Lincestis a Macedònia.
Al següent any va ser enviat com ambaixador a Roma, substituint a Agesíloc, per suavitzar la ira dels romans, segons diuen Polibi i Titus Livi.